# Rezerwat przyrody Starzawa
Starzawa – rezerwat przyrody w miejscowości Starzawa, w gminie Stubno, w powiecie przemyskim, w województwie podkarpackim, w pobliżu granicy z Ukrainą.
numer według rejestru wojewódzkiego – 83
powierzchnia – 197,31 ha (akt powołujący podawał 196,56 ha)
dokument powołujący – Dz. Urz. Woj. Podkarpackiego 03.83.1463
rodzaj rezerwatu – leśny
przedmiot ochrony (według aktu powołującego) – fragment lasów łęgowych, a w szczególności rzadki na terenie Pradoliny Podkarpackiej, dobrze wykształcony zespół łęgu wiązowo-jesionowego Ficario-Ulmetum ze stanowiskiem szachownicy kostkowatej Fritillaria meleagris w runie i okazałymi egzemplarzami wiązów.
W pobliżu znajduje się rezerwat „Szachownica kostkowata w Stubnie”.